# Praia Grande (Cabo Verde)

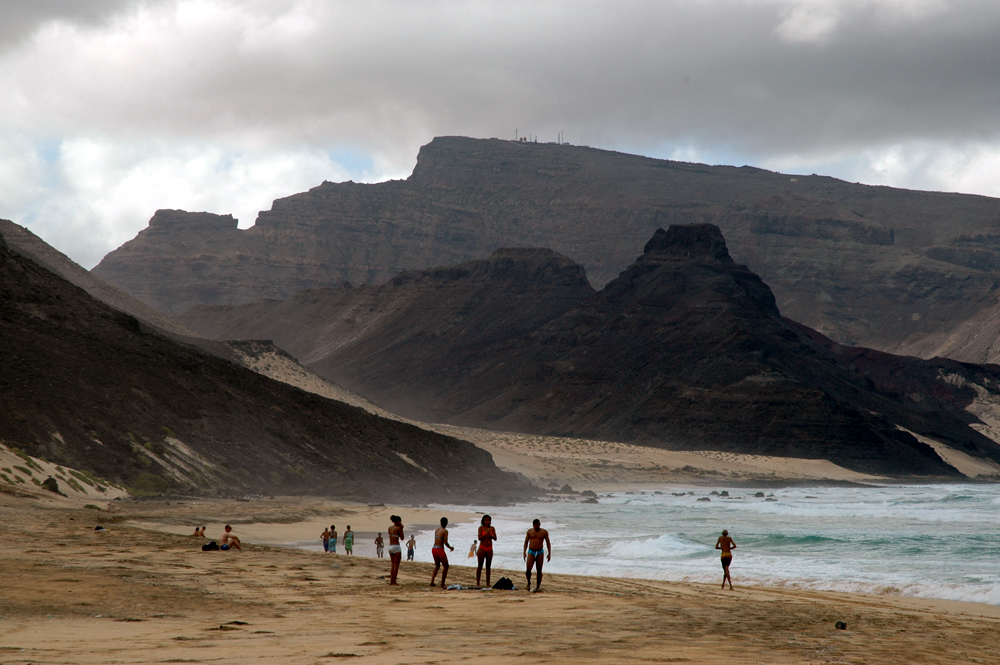
Praia Grande, São Vicente

A Praia Grande localiza-se entre Calhau e a Praia do Norte ou Norte Baía, no nordeste da ilha de São Vicente, Cabo Verde, a leste do Monte Verde. O seu areal branco contrasta com as rochas vulcânicas adjacentes.

## Aldeias próximas
- Baía das Gatas
- Calhau
- Praia do Norte

| Ilha de São Vicente |
| --- |
| Zonas e Lugares Baía das Gatas \| Calhau \| Lameirão \| Lazareto \| Madeiral \| Mato Inglês \| Mindelo \| Praia do Norte \| Ribeira da Vinha \| Ribeira de Calhau \| Ribeira de Julião \| Salamansa \| São Pedro \| Seixal |
| Montanhas Fateixa \| Madeiral \| Monte Cara \| Monte Verde \| Tope de Caixa \| Topona |
| Ribeiras Ribeira de Julião |
| Outros Flamengos \| Fontainhas \| João Evora \| Palha Carga \| Pé de Verde \| Praia Grande \| Saragaça \| Viana |
| Cabo Verde \| Sotavento \| São Vicente |